# Bogufał II.
Bogufał II. (Bogufalus) war 1240 bis 1253 Bischof von Poznań (Posen), lange bevor 1821 das Bistum Posen zum Erzbistum Posen erhoben wurde. Er initiierte die Aufzeichnung der Annalen des Posener Domkapitels. Vor allem aber veranlasste er die Erstellung der Chronica Poloniae Maioris („Großpolnischen Chronik“), einer der wichtigsten Quellen über die ersten Jahrhunderte polnischer Geschichte. Bogufał II. kennt schon den pommerschen Teilstamm der „Caszubitae“, also die Kaschuben.
Der Name Boguchwał bedeutet „Gottlob“, bestehend aus Bóg („Gott“) und chwała („Lob“). 
Der Name  boguufał bedeutet „Der Gott vertraute“ aus Bóg („Gott“) und  ufać („Vertrauen“).